# Galle (inslagkrater)

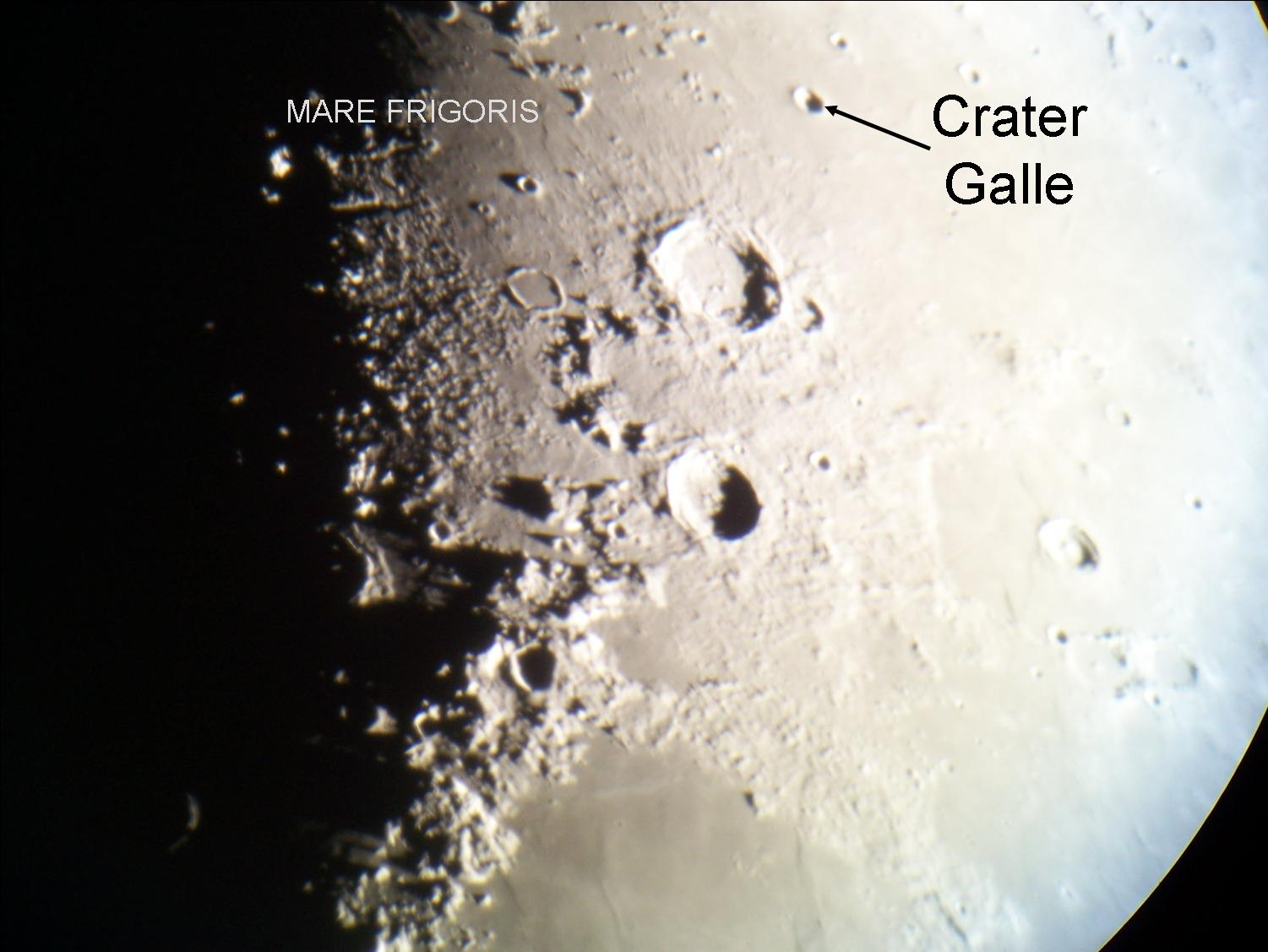
Locatie van Galle

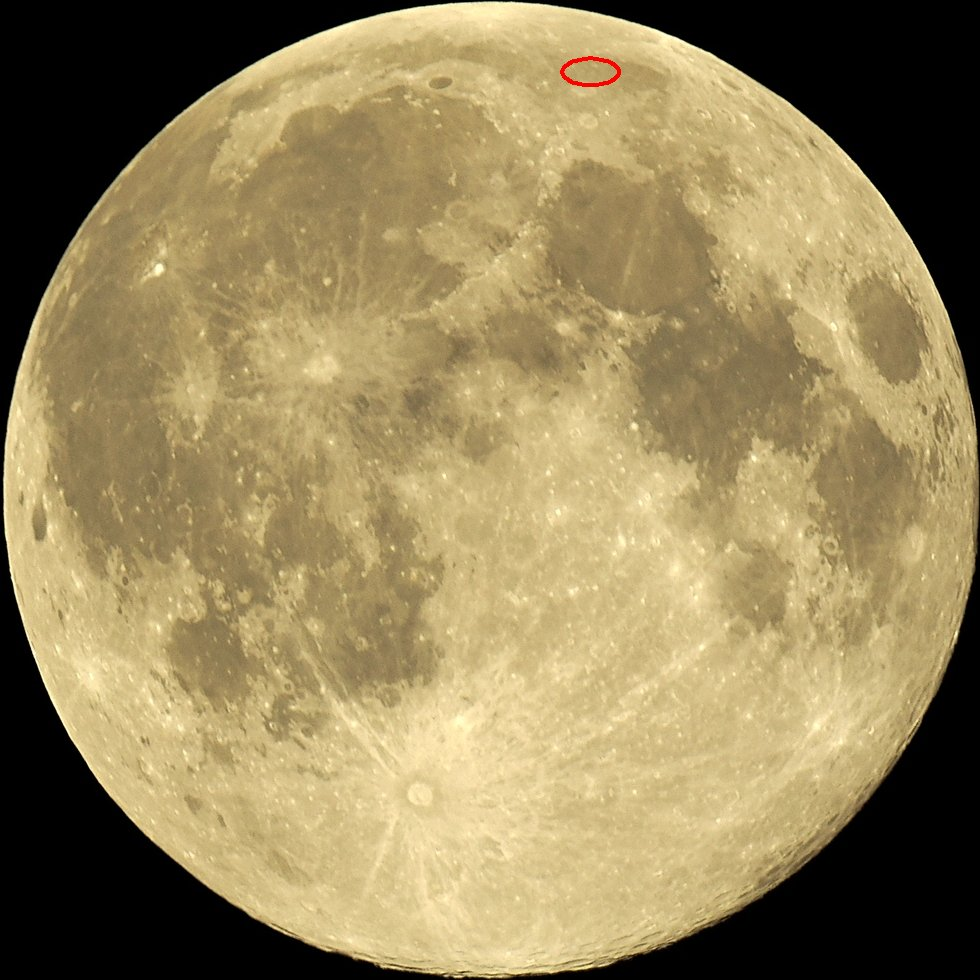
De locatie van Galle op de maan

Galle is een kleine inslagkrater op de maan, gelokaliseerd op de Mare Frigoris ten noordnoordoosten van de krater Aristoteles. De formatie van Galle is bijna rond van vorm, met een scherpe rand en enige tekenen van erosie. De krater is bijna symmetrisch en heeft een doorsnede van 21 km.
De krater Galle is vernoemd naar Johann Gottfried Galle en kreeg deze naam van de Duitse astronoom en selenograaf Johann Friedrich Julius Schmidt (1825-1884) .

## Satellietkraters
| Galle | Breedtegraad | Lengtegraad | Doorsnede |
| ----- | ------------ | ----------- | --------- |
| A     | 53,9° NB     | 22,3° OL    | 6 km      |
| B     | 55,4° NB     | 17,4° OL    | 7 km      |
| C     | 57,8° NB     | 24,5° OL    | 11 km     |